# Muscidifurax raptorellus
Muscidifurax raptorellus är en stekelart som beskrevs av Marcos Kogan och Legner 1970. Muscidifurax raptorellus ingår i släktet Muscidifurax och familjen puppglanssteklar.
Artens utbredningsområde är:
- Frankrike.
- Tyskland.
- Ungern.
- Peru.
- Uruguay.
- Barbados.

Inga underarter finns listade i Catalogue of Life.